# Wegen in Namibië

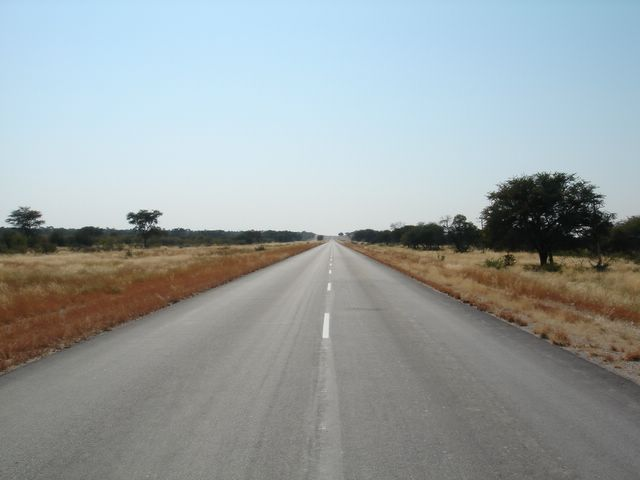
Een verharde weg in Namibië: de B8

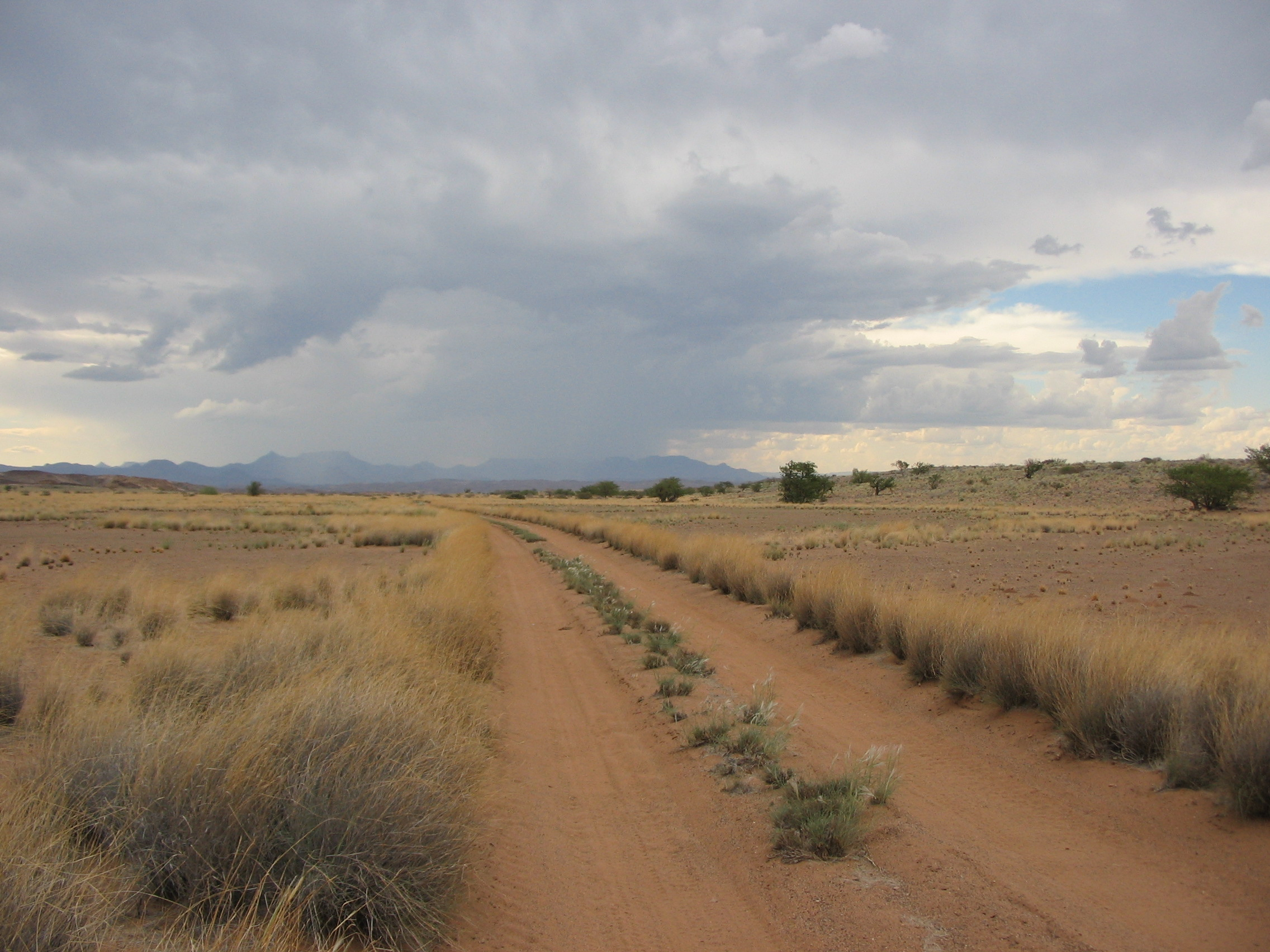
Een zandweg in Namibië

De wegen in Namibië vormen een netwerk met een lengte van 45.387 kilometer. Hiervan is slechts 6387 kilometer geasfalteerd.

## Wegnummering
De openbare wegen in Namibië zijn onderverdeeld in vier lagen. De autosnelwegen worden aangegeven met het prefix A. De hoofdwegen worden aangegeven met het prefix B. Ze verbinden de belangrijkste steden met elkaar en zijn altijd geasfalteerd. De secundaire wegen worden aangegeven met het prefix C. Ze zijn van regionaal belang en vaak niet verhard. De tertiaire wegen worden aangegeven met het prefix D. Dit zijn vaak zandpaden.
Daarnaast zijn er nog private wegen. Dit zijn vaak toegangswegen naar boerderijen. Vroeger werden ze aangegeven met de letter P van private road, maar tegenwoordig met de letter F van farm road.
Vroeger waren de meeste hoofdwegen en secundaire wegen main roads. Toen werden ze aangegeven met de letter M.
De nummering van de hoofdwegen is gedeeltelijk gebaseerd op het belang van de weg en gedeeltelijk op de locatie. De B1 is de belangrijkste noord-zuidroute van het land en de B2 verbindt de hoofdstad Windhoek met Walvisbaai, de belangrijkste haven. De rest van de wegnummers loopt van noord naar zuid op. Dit is ook het geval bij de secundaire wegen het geval.

## Bewegwijzering
De bewegwijzering in Namibië bestaat uit groene borden met witte letters. De wegnummers verschijnen echter in gele letters op de borden. Voor de letters wordt het Duitse lettertype DIN1451 gebruikt.

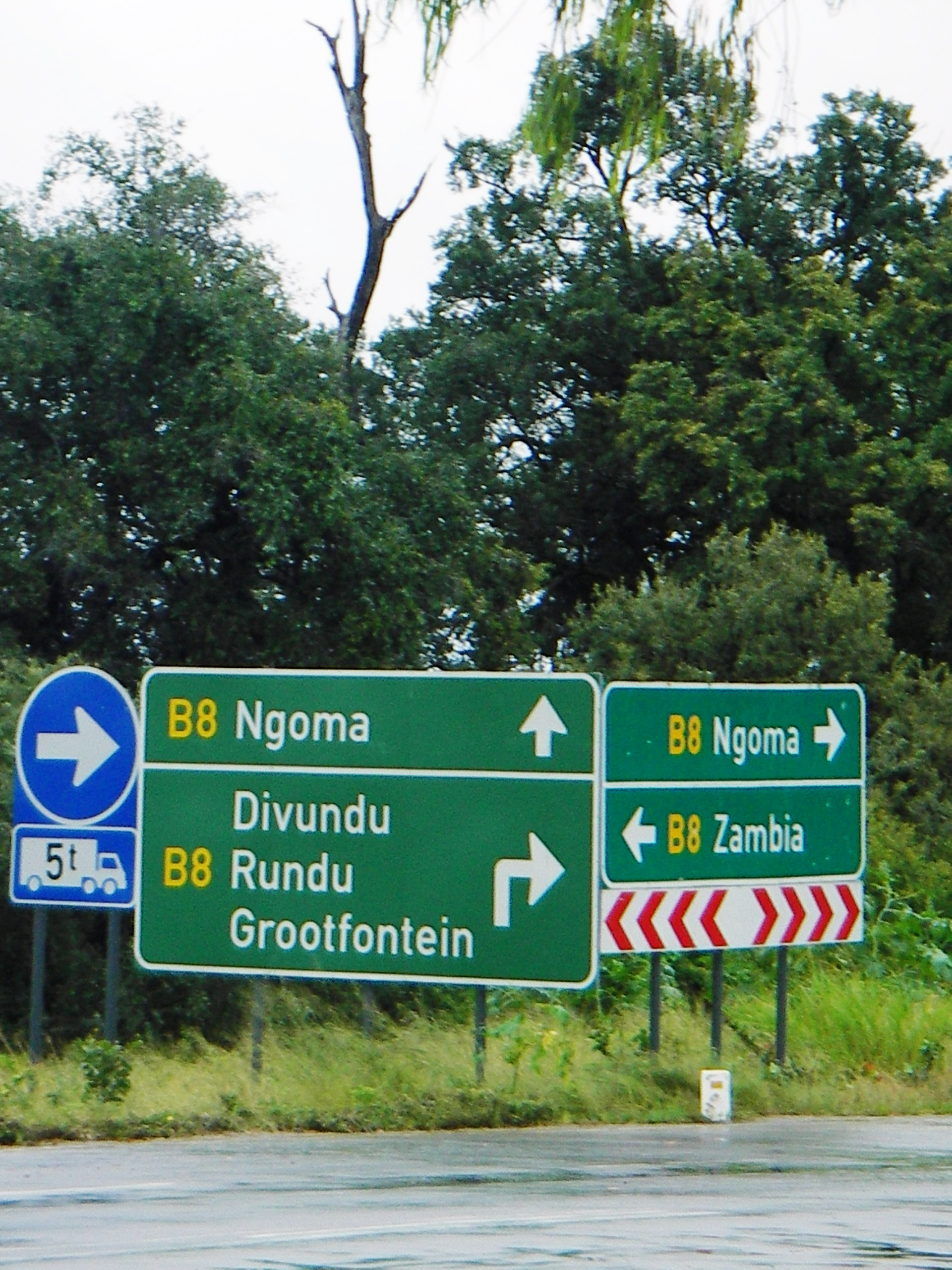
Bewegwijzering in Namibië

Algerije · Angola · Benin · Botswana · Burkina Faso · Burundi · Centraal-Afrikaanse Republiek · Comoren · Congo-Brazzaville · Congo-Kinshasa · Djibouti · Egypte · Equatoriaal-Guinea · Eritrea · Ethiopië · Gabon · Gambia · Ghana · Guinee · Guinee-Bissau · Ivoorkust · Kaapverdië · Kameroen · Kenia · Lesotho · Liberia · Libië · Madagaskar · Malawi · Mali · Mauritanië · Mauritius · Marokko · Mozambique · Namibië · Niger · Nigeria · Oeganda · Rwanda · Sao Tomé en Principe · Senegal · Seychellen · Sierra Leone · Somalië · Soedan · Swaziland · Tanzania · Tsjaad · Togo · Tunesië · Zambia · Zimbabwe · Zuid-Afrika · Zuid-Soedan